# Монастир Пива
Монастир Піива (серб . Манастир Пивски / Manastir Pivski, також відомий як церква Св. Богородиці або церква Успіння Пресвятої Богородиці) розташований у місті Пива, Чорногорія, біля витоків річки Пиви на півночі Чорногорії. Побудований між 1573 і 1586 роками, він був відновлений в іншому місці в 1982 році. Це найбільша сербська православна церква, побудована під час османської окупації в 16-17 століттях. Скарби монастиря, відомі своїми фресками, включають також ритуальні предмети, рідкісні богослужбові книги, предмети мистецтва, предмети з дорогоцінних металів та псалом із друкарні Черноєвічі (1493–96), яка була першою на Балканах. Вони виставлені в музеї монастиря.

## Історія
Заснований у 1573 р. або 1575 р. а закінчений в 1586 р. за рахунок коштів митрополита Загумльсько-Герцеговинського Саватіє Соколовича який згодом став сербським православним патріархом. Монастир присвячений Успіння Пресвятої Богородиці. Будівниками були брати на ім'я Гаврило та Вукашин.
Монастир Пива входить до складу єпархії Будимля-Нікшич. У 1982 році водосховище мало затопити монастир. Камінь за каменем його перенесли до села Горансько біля озера Мратине.

## Географія

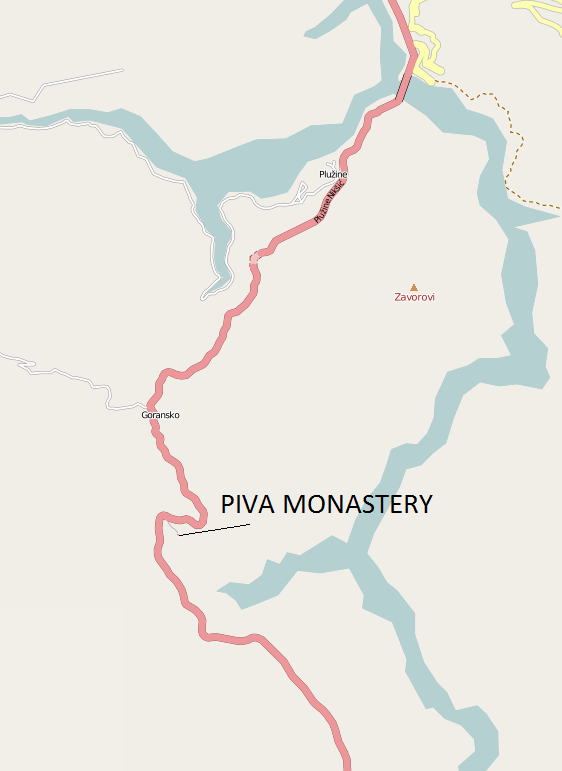
Розташування щодо річки Пиви, дороги E-762 та сіл Горансько та Плужине

Монастир Пива розташований у селі Пива, на південь від Горансько на пивночі Чорногорії. До нього можна дійти вздовж дороги E-762, по дорозі до Србіньє, приблизно 55 км від Нікшича та 7 км на південь від Плужине.
Спочатку монастир знаходився біля витоків річки Пиви, приблизно в 3 км і на 100 метрів нижче місця з'єднання пропонованої греблі Мратиньє, гідроелектростанції. Монастир був перенесений на теперішнє місце, що включало вилучення та заміну понад 1000 фрагментів фрески площею 1260 кв м.
Пива унікальний тим, що він був побудований з дозволу османських правителів протягом трохи більше десяти років, з 1573 по 1586 рік. Її засновником, сербським митрополитом Герцеговини, згодом сербським патріархом Саватіє Соколовичем, що був родичсем з великим візиром Мехмед-пашою Соколовичем (також відомий як Соколу Мехмед-паша), якого хлопчиком викрали з дому в Сербії. Він згодом став одним із найвідоміших державних діячів трьох султанів — Сулеймана Пишного, Селіма I та Мурада III. Як наслідок, церква в монастирі Пива містить фреску із зображенням Саватіє та Соколлу Мехмеда-паші, рідкість для християнської церкви, прикрашена портретом наверненого.

## Архітектура
Пива — це невелика кам'яна споруда. Його конструкція включає три нефи з вищим середнім нефом. Купола немає. Монастир містить архіви, бібліотеку та скарбницю з 183 книгами та майже 280 іншими предметами, включаючи ритуальні предмети, рідкісні богослужбові книги, твори мистецтва та предмети з дорогоцінних металів. Також є псалом із друкарні Crnojevići (1493—1496), яка була першою друкарнею на Балканах, датований 1494 роком і був випадково виявлений серед інших паперів у бібліотеці монастиря.
Значна частина церкви була прикрашена грецькими живописцями між 1604 і 1606 роками і містить багато фресок. Однак верхню частину ганку намалював місцевий священик Страгіня з Будимля; включаючи Акафіст Богородиці. Інші частини церкви, датовані 1626 роком, були написані Козьмою, який також намалював багато ікон на іконостасі. Ікони Святого Георгія та Успіння Богородиці датовані приблизно 1638—1639 роками. Художник Зограф Лонгін намалював престольні ікони Божої Матері, Христа та Успіння Богородиці. Монастирі Пива, Морача та Мілешева були описані як «захоплюючі дух середньовічні шедеври, що зберігають старовинні писання та твори мистецтва».

## Збереження
Церква забезпечена водовідведеннями, щоб запобігти просочуванню води всередині церкви, щоб фрески були захищені від впливу вологи. У 2008 році посольство США в Підгориці надало 22 200 доларів на реконструкцію дренажної системи.

## Дивитися також
- Цетинський монастир
- Монастир Підмаїне
- Острозький монастир

## Галерея

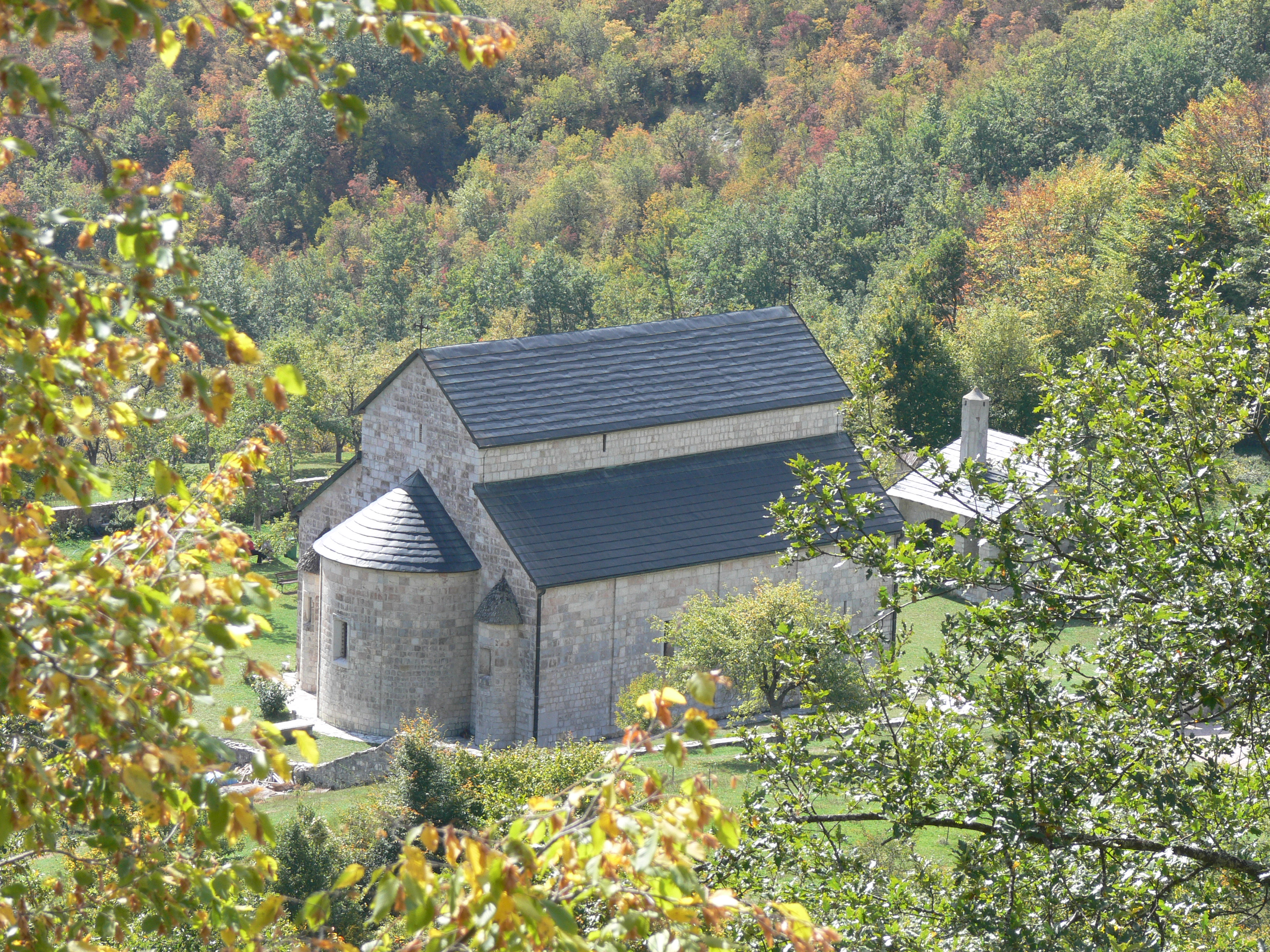
Головна церква Пивського монастиря здалеку.
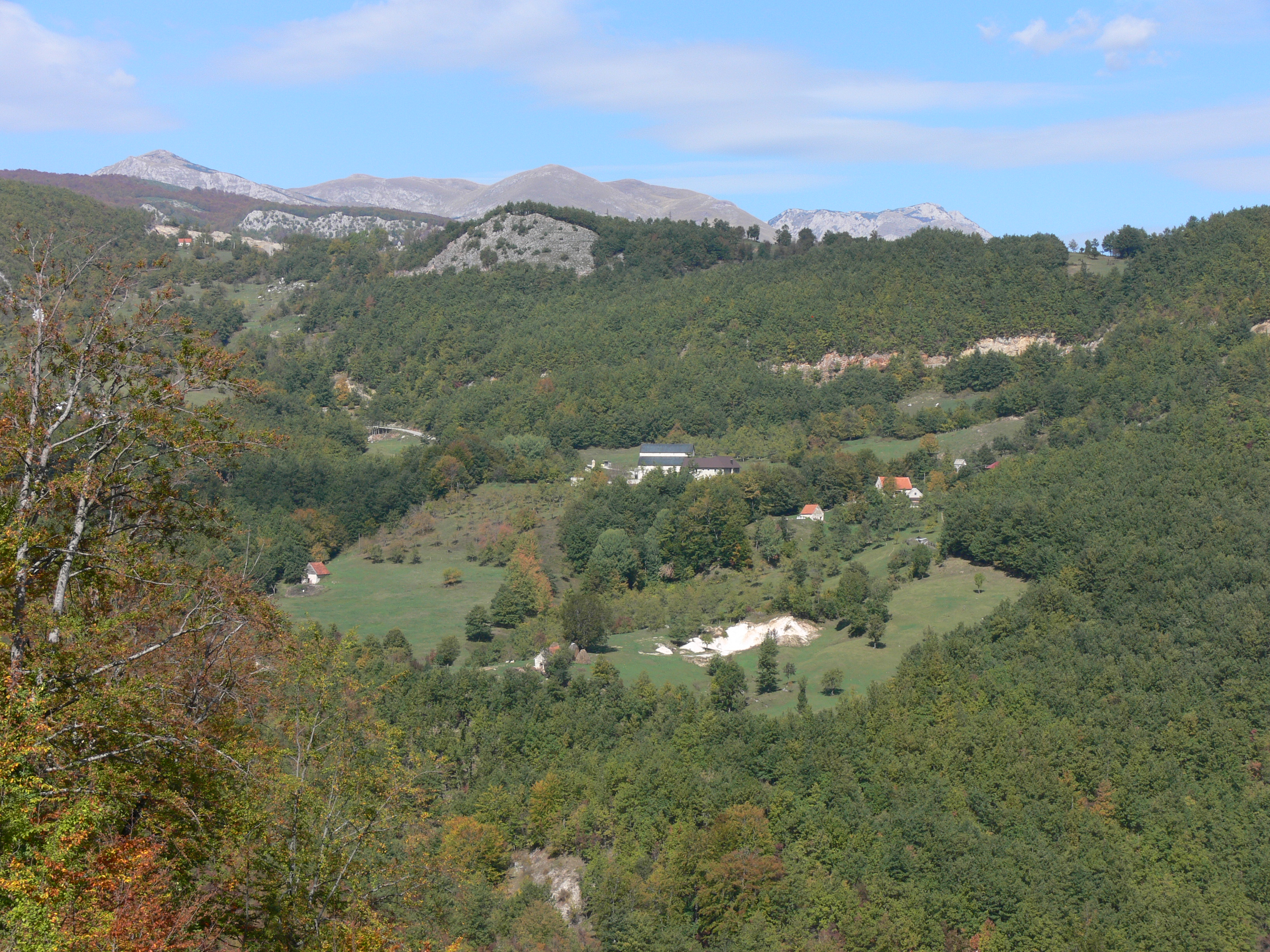
Вид згори на монастир Пива
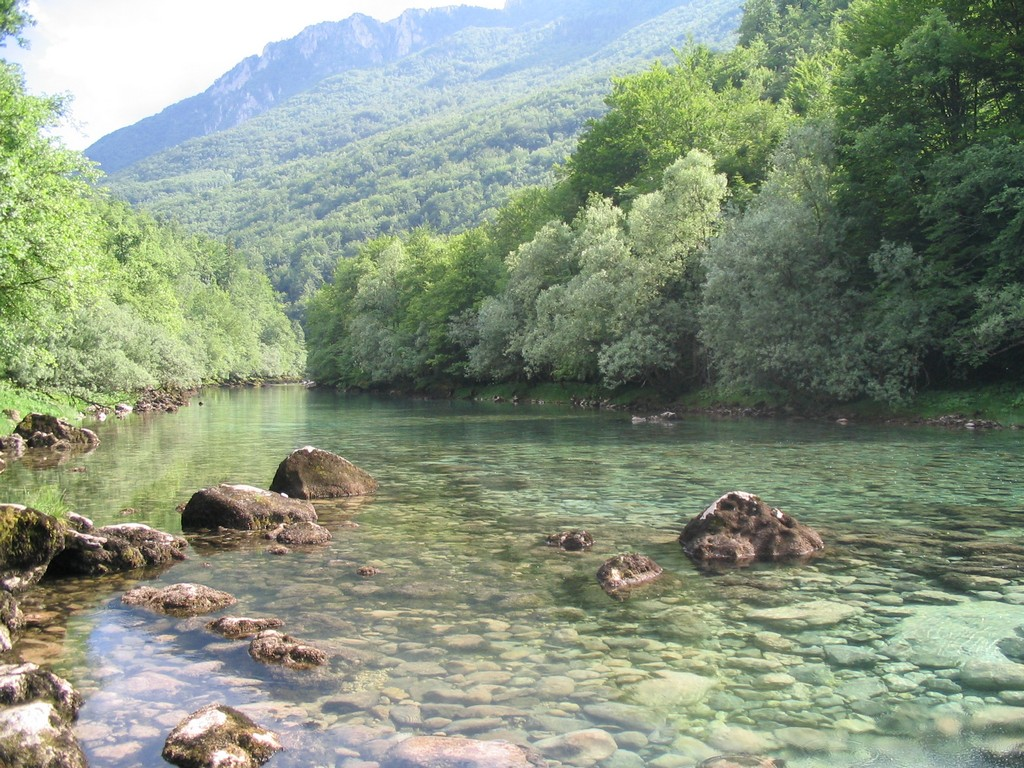
Річка Пива
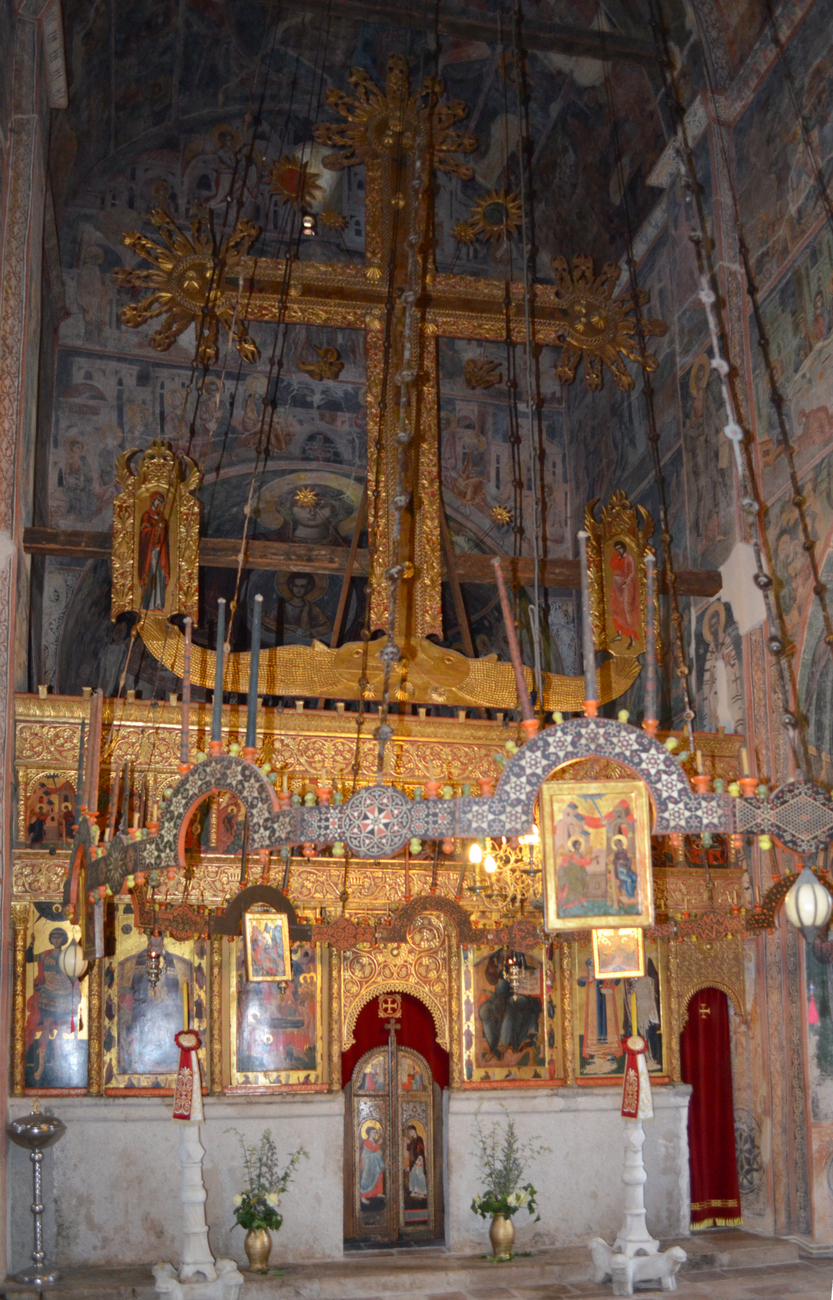